# Sabine Sparwasser

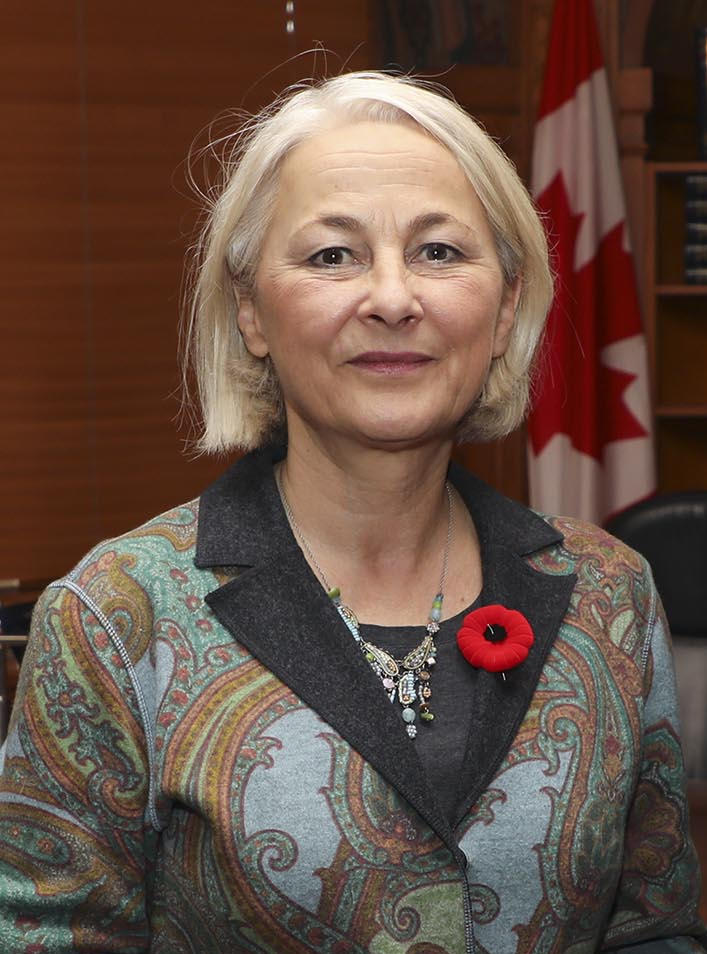
Sabine Sparwasser (2017)

Sabine Sparwasser (geboren 1957) ist eine pensionierte deutsche Diplomatin. Sie war von 2017 bis 2024 Botschafterin in Kanada. Zuvor war sie Sonderbeauftragte der Bundesregierung für Afghanistan und Pakistan.

## Leben
Nach dem Abitur am Görres-Gymnasium Koblenz studierte Sparwasser von 1976 bis 1981 Germanistik, Romanistik, Englische Literatur und Sprachwissenschaften an der Johannes Gutenberg-Universität Mainz. Ein anschließendes postgraduales Studium der Politikwissenschaften mit dem Studienschwerpunkt Internationale Beziehungen am Institut d’études politiques de Paris (SciencesPo) schloss sie 1983 mit einem Diplom ab und war daneben von 1981 bis 1984 als freie Journalistin für das deutsche Fernsehen tätig. Danach schloss sich von 1984 bis 1985 eine Tätigkeit am Lehrstuhl von Joseph Rovan für Deutsche Geschichte und Politik an der Universität Paris-Vincennes, wo sie Forschungsassistentin für europäische Integration war.
1985 trat sie in den Auswärtigen Dienst ein und wurde nach Abschluss der Laufbahnprüfung für den höheren Dienst zwischen 1987 und 1989 zunächst Referentin im Referat für Öffentlichkeitsarbeit im Auswärtigen Amt in Bonn sowie danach als Referentin in der Politischen Abteilung der Ständigen Vertretung bei der Europäischen Gemeinschaft in Brüssel. Danach war sie von 1991 bis 1993 in der Politischen Abteilung der Botschaft London (Großbritannien) und im Anschluss bis 1996 Referentin für die Vereinten Nationen, Nordamerika, Lateinamerika, Nahen Osten, Mittleren Osten und Asien im Pressereferat des Auswärtigen Amtes.
Daraufhin war Sparwasser zwischen 1996 und 1999 Ständige Vertreterin des Leiters der Botschaft San José (Costa Rica) und dann bis 2002 stellvertretende Sprecherin des Auswärtigen Amtes in Berlin, ehe sie von 2002 bis 2003 als Austauschbeamtin im kanadischen Ministerium für auswärtige Angelegenheiten und internationalen Handel (Department of Foreign Affairs and International Trade) in Ottawa eingesetzt war. Danach blieb sie in Ottawa und war von 2003 bis 2006 Ständige Vertreterin des Leiters der Botschaft Ottawa (Kanada) sowie im Anschluss von 2006 bis 2009 Leiterin des Referats für den Nahen Osten und die Staaten des Maghreb im Auswärtigen Amt.
Von 2009 bis zum Sommer 2013 war Sparwasser Generalkonsulin in Toronto. Von 2013 bis 2014 war sie Beauftragte für Kommunikation, das Deutschland-Bild im Ausland und Deutsch als Fremdsprache; in den Jahren 2014 bis 2015 war sie Leiterin der Akademie Auswärtiger Dienst des Auswärtigen Amts in Berlin.
Von Juli 2015 bis September 2017 war Sparwasser Sonderbeauftragte der Bundesregierung für Afghanistan und Pakistan und Leiterin der zweiten Politischen Abteilung (Abteilung 3) im Auswärtigen Amt. Sie koordinierte in dieser Eigenschaft das diplomatische Engagement Deutschlands gegenüber dieser Region. Für die Aufgabe als Sonderbeauftragte arbeitete ihr das Länderreferat für Afghanistan und Pakistan (343) zu, welches zu der von Sparwasser geleiteten Abteilung zählt. Sie hatte außerdem den Vorsitz der Internationalen Kontaktgruppe der Afghanistan-Sonderbeauftragten inne.
Von 2017 bis zur Pensionierung 2024 war Sparwasser Botschafterin in Kanada.

### Hunka-Affäre
Im September 2023 war sie im kanadischen Parlament anwesend, als einem ehemaligen Angehörigen der Waffen-SS-Division „Galizien“, Jaroslaw Hunka, als Ehrengast während des Besuchs des ukrainischen Präsidenten Wolodymyr Selenskyj mit stehenden Ovationen als Kämpfer gegen die Russen geehrt wurde. Auch Sparwasser erhob sich, um Hunka zu applaudieren. Der Pressesprecher des Auswärtigen Amts bestätigte zunächst die Teilnahme Sparwassers. Die Botschafterin habe „als Vertreterin des Diplomatischen Corps gemeinsam mit ihren Kolleginnen und Kollegen aus der G7 tatsächlich auf der Tribüne des kanadischen Parlaments an der Veranstaltung teilgenommen“. Dann fügte er entschuldigend hinzu, „dass die wahre Identität von Herrn Hunka, nämlich dass er als Freiwilliger Mitglied der Waffen-SS gewesen ist, den Anwesenden nicht bekannt war, da seine Teilnahme ja auch nicht angekündigt worden ist“.